# Стефаненко, Павел Викторович
Павел Викторович Стефаненко (24 октября 1960г, Дзержинск, Сталинская область) - доктор педагогических наук, профессор, полковник запаса, Заслуженный работник образования Украины, Почетный начальник «Академия гражданской защиты» МЧС ДНР, Отличник образования ДНР, Почетный работник образования ДНР

## Биография
Стефаненко Павел Викторович родился 24 октября 1960 года в г. Дзержинске, Сталинская область. Мама, Стефаненко Валентина Григорьевна, учитель средней школы. Отец, Стефаненко Виктор Иванович, горный инженер. После окончания в 1977 г. средней школы № 3 г. Дзержинска поступил в Полтавское высшее военное командное училище связи, которое окончил с отличием в 1981 г.
С 1981 по 1986 гг. проходил службу в Группе советских войск в Германии в должностях командира взвода и командира роты связи отдельного батальона связи. С 1986 по 1988 гг. - служил в Краснознаменном Среднеазиатском военном округе в должностях командира роты связи, начальника штаба отдельного батальона связи, начальника связи полка.
В 1988-1991 гг. учился в Военной академии связи имени Маршала Советского Союза С.М. Буденного (г. Ленинград).
С 1991 по 1992 гг. преподавал на кафедре связи Донецкого высшего военно-политического училища инженерных войск и войск связи имени генерала армии А.А. Епишева.
С 1992 по 1999 гг. проходил службу на кафедре военной подготовки  Донецкого национального технического университета (ДПИ, ДГТУ) в должностях преподавателя (1992-1993 гг.),
старшего преподавателя (1993-1996 гг.), заместителя начальника военной кафедры (1996-1999 гг.).
С 1999 по 2007 гг. – начальник, а с 2007 г. по 2014 гг. – заведующий кафедры военной подготовки ДонНТУ.
С 2004 по 2007 гг. – декан факультета специальной подготовки ДонНТУ.
С 2007 по 2014 гг. – декан факультета радиотехники и специальной подготовки ДонНТУ.
С октября 2014 г. по сентябрь 2015 г. – директор Института гражданской защиты Донбасса (ИГЗД) ДонНТУ, заведующий кафедрой безопасности жизнедеятельности ДонНТУ.
С сентября 2015 г. по апрель 2017 г. – проректор по научно-педагогической работе ДонНТУ, директор Института гражданской защиты Донбасса ДонНТУ, заведующий кафедрой безопасности жизнедеятельности ДонНТУ.
С апреля 2017г. по октябрь 2019г.  – ректор (с ноября 2018г. – начальник) ГОУВПО «Академия гражданской защиты» МЧС ДНР (уволился по выслуге лет).
В настоящее время – профессор кафедры гуманитарных дисциплин ФГКОУ ВО «Донецкий институт ГПС МЧС России».
По инициативе П.В. Стефаненко и под его непосредственным руководством в Донецком национальном техническом университете созданы:
факультет радиотехники и специальной подготовки (2004 г.), на котором были открыты новые для региона направления подготовки студентов в области радиотехники и технической защиты информации;
Институт гражданской защиты Донбасса ДонНТУ (2014 г.), который осуществлял подготовку студентов по направлениям и специальностям: «Техносферная безопасность», «Пожарная безопасность».
В июле 2016г. стал инициатором и возглавил рабочую группу от Университета по созданию на базе ИГЗД ДонНТУ ГОУВПО “Академия гражданской защиты” МЧС ДНР, которая была создана в соответствии с приказом Министра МЧС ДНР № 97 от 4 апреля 2017 года, на основании Постановления Совета Министров Донецкой Народной Республики от 26 сентября 2016 года № 11-37.
П.В. Стефаненко принимал активное участие в работе: Межведомственного совета по координации научных исследований в области педагогических и психологических наук АПН Украины; специализированных ученых советов по защите докторских и кандидатских диссертаций по педагогике; экспертного совета ВАК Украины по педагогике; научно-методической комиссии высшего образования в области знаний «Радиотехника» МОН Украины.
В 2005 г. организовал открытие специальности 13.00.04 (13.00.08 с 2015 года) «Теория и методика профессионального образования» в аспирантуре ДонНТУ.
В 2005-2014 гг. являлся председателем научно-методического Совета преподавателей высших учебных заведений по безопасности жизнедеятельности и гражданской защите при МЧС Донецкой области, ответственным редактором сборника научных трудов ДонНТУ (серия – «Педагогика, психология и социология»).
С 2014 г. по 2022 г. был членом Аккредитационной коллегии МОН ДНР, а с 2020-2022 гг. входил в состав экспертного совета Высшей аттестационной комиссии при МОН ДНР по гуманитарным, социально-экономическим и общественным наукам.
С 2015 г. по 2017 г. П.В. Стефаненко являлся главным редактором – журнала «Вестник ИГЗД ДонНТУ», а с 2017 г. по 2022 г. журналов «Вестник Академии гражданской защиты» и «Пожарная и техносферная безопасность: проблемы и пути совершенствования».
С 2015 г. по 2023 г. П.В. Стефаненко был членом диссертационного совета Д 01.017.04 на соискание ученой степени доктора и кандидата наук по специальностям: 13.00.02 – теория и методика обучения и воспитания (по областям и уровням образования: математика) и 13.00.08 – теория и методика профессионального образования, при ФГБОУ ВО «ДОНГУ» г. Донецк. С 2021 г. и по настоящее время П.В. Стефаненко является членом совета по защите диссертаций на соискание ученой степени кандидата и доктора наук на базе ФГБОУ ВО «ЛГПУ» г. Луганск.
30.01.2025 г. на учредительном собрании Ветеранской организации Общероссийской общественной организации ветеранов органов управления по делам гражданской обороны, чрезвычайным ситуациям и пожарной охраны в Донецком институте ГПС МЧС России П.В. Стефаненко избран ее председателем (протокол № 1 от 30.01.2025 г.).
Результаты научной деятельности профессора П.В. Стефаненко нашли отражение в 138 публикациях (48 из них – в ведущих профессиональных изданиях), 8 монографиях и учебных пособиях. Подготовил двух докторов педагогических наук и четырех кандидатов педагогических наук.
Кандидат педагогических наук – 1995 г. (Решение специализированного Ученного совета, Института педагогики и психологии профессионального образования АПН Украины, протокол №18 от 20.09.1995 г., директор Института-академик, профессор Зязюн Иван Андреевич, заместитель директора Института по научной работе - академик, профессор Ничкало Нелля Григорьевна, научный руководитель - профессор Пикельная Валерия Семёновна); доцент – 1996 г. (Решение Ученного совета Донецкого Государственного Технического Университета, протокол №1 от 23.02.1996 г., ректор Университета-профессор Минаев Александр Анатольевич.); полковник – 1998 г. (Приказ МОУ №0299 от 18.08.1998 г.); доктор педагогических наук – 2003 г. (Решение специализированного Ученного совета Института педагогики и психологии, профессионального образования АПН Украины, протокол №6-06/8 от 08.10.2003 г., директор Института-академик, профессор Зязюн Иван Андреевич, заместитель директора Института по научной работе - академик, профессор Ничкало Нелля Григорьевна, научный консультант-академик, профессор Гончаренко Семен Устинович); профессор – 2004 г. (Решение Аттестационной коллегии МОН Украины, протокол №2/02-П от 28.04.2004 г.); заслуженный работник образования Украины (Указ президента Украины №1024 от 04.12.2006г.); академик Международной Академии безопасности жизнедеятельности – 2006 г. (Основание - Устав Академии, реестр №00274 от 03.02.2006 г.); полковник службы гражданской защиты – 2017 г. (Приказ МЧС ДНР №97 от 04.04.2017); Почетный начальник Академии гражданской защиты (Решение Ученного совета ГОУВПО "АГЗ" МЧС ДНР, протокол №05 от 29.11.2019 г.).

## Основные достижения
Являлся инициатором и возглавлял рабочие группы по созданию:
• В 2004 г. - Радиотехнического факультета (с 2007г. Факультета радиотехники и специальной подготовки) в Донецком национальном техническом университете. Возглавлял факультет с 2004г.по 2014г.;
• В 2014г. - Института гражданской защиты Донбасса  в Донецком национальном техническом университете. Возглавлял институт с 2014г. по 2017г.;
• В 2017г. - Академии гражданской защиты МЧС ДНР. Возглавлял академию с 2017г. по 2019г.

## Научная деятельность
Сфера научных интересов – педагогика высшей школы; специальность – теория и методика профессионального образования.
Результаты научной деятельности профессора П.В. Стефаненко нашли отражение в 137 публикациях (87 из них – в ведущих профессиональных изданиях), 7 монографиях и учебных пособиях. Подготовил двух докторов педагогических наук и четырех кандидатов педагогических наук.

## Основные публикации
• Стефаненко, П. В. Дистанционное обучение в высшей школе (монография) / П. В. Стефаненко; Академия педагогических наук Украины, Институт педагогики и психологии профессионального образования. – Донецк: ДонНТУ, 2002. – 397 с.
• Стефаненко, П. В. Теоретичні і методичні засади дистанційного навчання у вищій школі: дис. д-ра пед. наук: 13.00.04: захищ. 15.01.2003: затв. 08.10.2003 / Стефаненко Павло Вікторович. – Київ: Інститут педагогіки і психології професійної освіти АПН України, 2003 – 456 с.
• Стефаненко, П. В. Практикум (часть 1) по дисциплине «Ноксология» (для студентов образовательного уровня «бакалавр» по направлению подготовки: 20.03.01, профиль «Защита в чрезвычайных ситуациях») / П. В. Стефаненко, В. А. Зубков. – Донецк: ДонНТУ, 2016. – 41 с.
• Стефаненко, П. В. Основы педагогики высшей школы: учеб. пособие / П. В. Стефаненко. – 2-е изд., доп. и перераб. – Донецк: ГОУВПО «ДОННТУ», 2016. – 180 с
• Стефаненко, П. В. Основы радиопередачи и радиоприема / П. В. Стефаненко. – Донецк: ДонГТУ, 2000. – 125 с.
• Стефаненко, П. В. Полупроводниковые приборы / П. В. Стефаненко. – Донецк: ДонГТУ, 2000. – 181 с.
• Стефаненко, П. В. Усилители электрических колебаний / П. В. Стефаненко. – Донецк: ДонГТУ, 2000. – 53 с.
• Стефаненко, П. В. Электрические колебательные цепи / П. В. Стефаненко. – Донецк: ДонГТУ, 2000. – 123 с.
• Стефаненко, П. В. Электровакуумные приборы / П. В. Стефаненко. – Донецк: ДонГТУ, 2000. – 73 с.
• Стефаненко П.В. Особенности использования информационных технологий при интерактивном обучении студентов / П.В. Стефаненко // Вестник педагогических наук. – №3.– 2024. – Вестник педагогических наук
• Стефаненко П.В. Использование коуч-технологий при обучении студентов / П.В. Стефаненко // Педагогическое образование. – Том 5. – № 3.– 2024. – Педагогическое образование
• Стефаненко П.В. Пути повышения мотивации студентов в учебно-познавательной деятельности / П.В. Стефаненко // Научный аспект №2-2024. – Самара, 2024. – Пути повышения мотивации студентов в учебно-познавательной деятельности
• Стефаненко П. В. Истоки создания в Донбассе системы подготовки спасателей с высшим образованием / П. В. Стефаненко // Научные и образовательные проблемы гражданской защиты. – 2024. – № 3(62). – С. 45-52. – EDN CMDYEB.     (ВАК)
• Стефаненко П. В. Интерактивные методы обучения в высшей школе: Монография. – Новосибирск: Изд. ООО «СибАК», 2024. – 130 с.
• Стефаненко П.В. Использование метода конкретных ситуаций при изучении студентами дисциплины «Безопасность жизнедеятельности» для обучения их действиям в чрезвычайных ситуациях военного характера (нахождение в зоне применения противником современных средств поражения) // Материалы VIII Международной научно-практической конференции, посвященной Всемирному дню гражданской обороны «Гражданская оборона на страже мира и безопасности»: в 5 ч. Ч. IV. – М. : Академия ГПС МЧС России, 2024. - С. 229-237.
• Стефаненко П.В. Способы применения иммерсивных технологий обучения в вузах МЧС России / П.В. Стефаненко // Обзор педагогических исследований. - Том 7. -№1. - 2025. -С. 199-206

## Награды
• Почетное звание – Заслуженный работник образования Украины – 2006 г. (Указ президента Украины №1024 от 04.12.2006г.);
• Орден Богдана Хмельницкого III степени – 2011 г. (Указ президента Украины №845/2011 от 23.08.2011г.);
• Нагрудный знак «Отличник образования ДНР» – 2017 г. (Приказ МОН ДНР №142-НМ от 27.12.2017г.);
• Медаль "За участие в параде" - 2018г. (Приказ МЧС ДНР №349лс от 04.05.2018г.);
• Медаль МЧС ДНР «Ветеран службы» – 2019 г. (Приказ МЧС ДНР №257/лс от 26.04.2019г.);
• Нагрудный знак «Почетный работник образования ДНР» – 2022 г. (Приказ МОН ДНР №26-н от 29.09.2022г.);
• Крест "За заслуги" - 2023г. (Приказ МЧС ДНР №97лс от 22.03.2023г.).